# Síndrome do vinagre
A síndrome do vinagre, ou síndrome do ácido acético, é uma condição que afeta filmes fotográficos compostos por acetato de celulose, desencadeando sua deterioração. De modo geral, a exposição das películas fotográficas ao calor, umidade e compostos ácidos resulta na quebra das ligações dos grupos acetila, liberando ácido acético; este, por sua vez, é o principal componente do vinagre, o que confere ao processo esse odor característico.

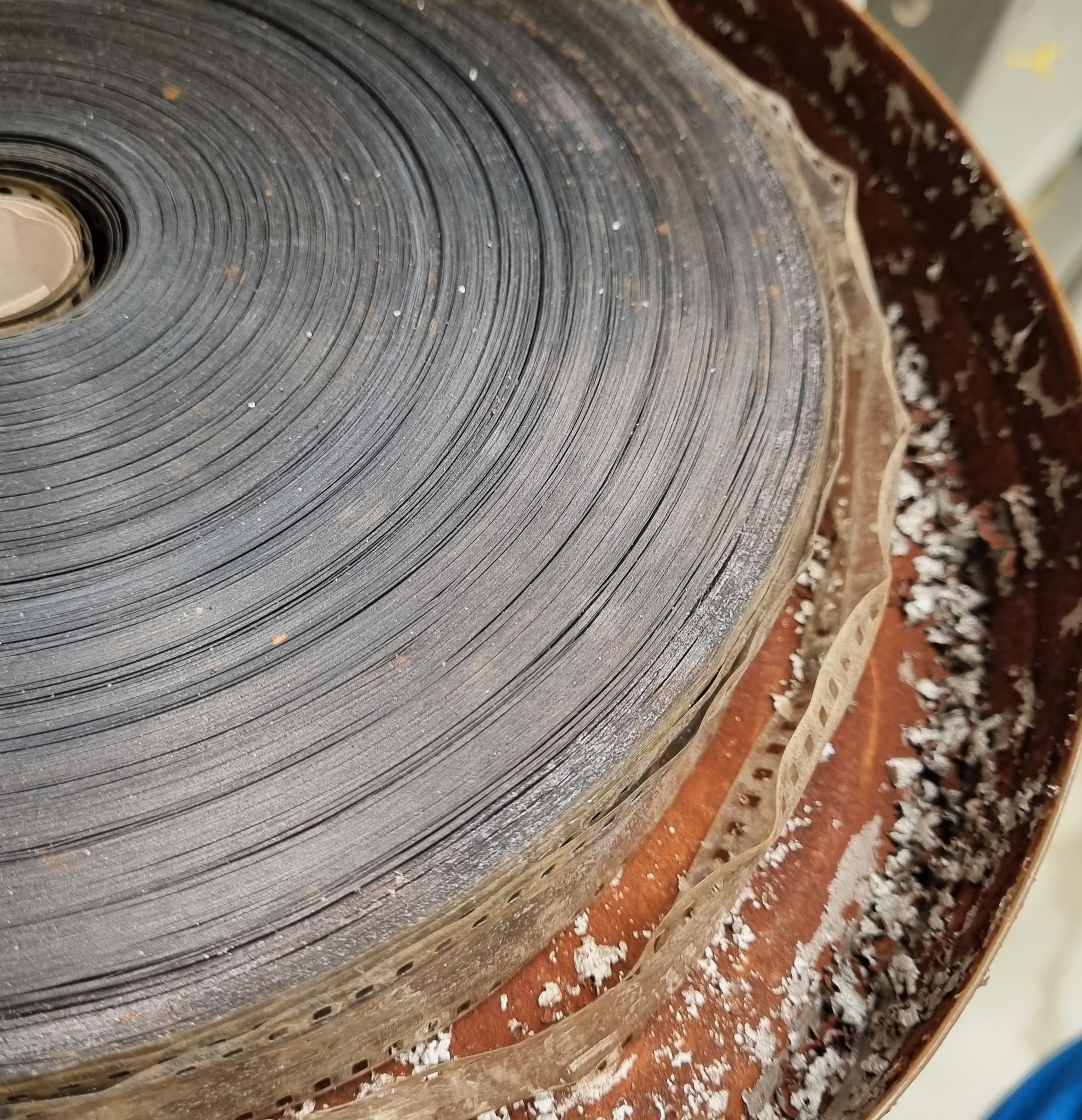
Síndrome do Vinagre - Deformação da base plástica e perda da emulsão fotográfica

Como resultado, a base plástica que compõem o filme se torna quebradiça e, em alguns casos, pode também encolher, justamente devido à ruptura das cadeias poliméricas. Ademais, há a possibilidade de que ocorra a separação entre a base plástica e a emulsão de gelatina, considerando a diferença dos seus respectivos graus de mobilidade molecular.
Levando em conta as informações presentes nesse tipo de acervo e, com isso, sua importância histórica e social, é necessário que os profissionais que atuam no campo patrimonial conheçam as causas da síndrome do vinagre, a fim de que possam implementar medidas preventivas, identificar possíveis ocorrência precocemente e, quando necessário, realizar os tratamentos mais adequados.

## Causas e processo de deterioração
Os filmes fotográficos são constituídos por uma base plástica, em geral feitos a partir de compostos da celulose, na qual é depositada a emulsão fotográfica, à base de gelatina e cristais de halogeneto de prata .
Inicialmente a base plástica era feita com nitrato de celulose (C6H7O3(ONO2)3), obtido a partir da trinitração da celulose - isto é, tratamento da celulose com ácido nítrico (HNO3) e ácido sulfúrico (H2SO4), ocasionando a substituição dos átomos de hidrogênio por grupos funcionais nitro (-NO2). Contudo, por se tratar de um composto instável e altamente inflamável, estes foram gradualmente substituídos pelos filmes à base de diacetato de celulose e, posteriormente, pelo triacetato de celulose .
O diacetato de celulose, diferentemente do nitrato de celulose, é obtido a partir  da acetilação da celulose, processo pelo qual há a inserção de grupos funcionais acetila (-COCH3) por meio do uso de agentes acetilantes, como o anidrido acético ((CH₃CO)₂O) e o ácido acético (CH₃COOH). O triacetato de celulose, assim como o diacetato, também é um derivado da celulose, mas se difere pelo seu nível de acetilação - enquanto o diacetato é parcialmente acetilado, o triacetato já é integralmente acetilado.
A exposição dos filmes fotográficos ao calor, umidade e compostos ácidos desencadeia a quebra das ligações dos grupos acetila e, consequentemente, a liberação de ácido acético. A ocorrência da desacetilação, por sua vez, ocasiona a deterioração da base plástica, o que, mais tarde, também irá gerar danos à emulsão fotográfica. Destaca-se que pelo ácido acético ser um dos principais componentes do vinagre, a ocorrência dessa deterioração possui esse cheiro característico e, por isso, passou a ser denominada como Síndrome do Vinagre.

## Danos ocasionados

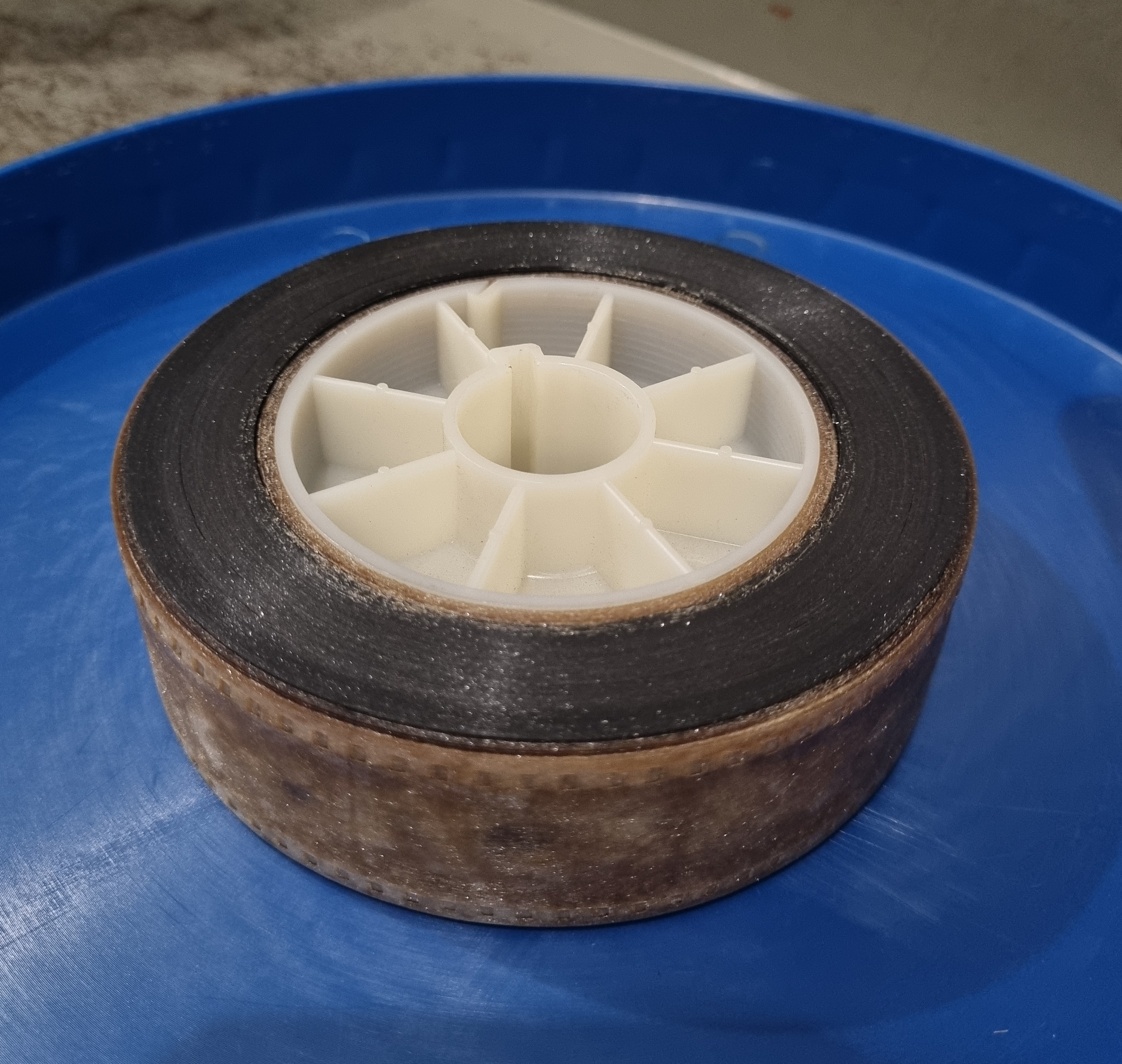
Síndrome do Vinagre - Cristalização da emulsão fotográfica

A síndrome do vinagre causa danos significativos aos acervos fílmicos por comprometerem a sua integridade física e, consequentemente, causarem a perda das informações ali presentes. Conforme já indicado na seção acima, a ocorrência da desacetilação resulta na quebra das cadeias poliméricas do acetato de celulose, o que faz com que a base plástica do filme fotográfico se torne quebradiça e suscetível a rachaduras . Em casos mais avançados, esse processo também pode fazer com que o filme encolha, se deforme ou até mesmo se fragmente. Além disso, a emulsão de gelatina, que contém as imagens e informações sonoras, pode se separar da base plástica, causando a perda de detalhes visuais e auditivos; em casos mais avançados, a emulsão muda de consistência, tornando-se viscosa ou cristalizada .

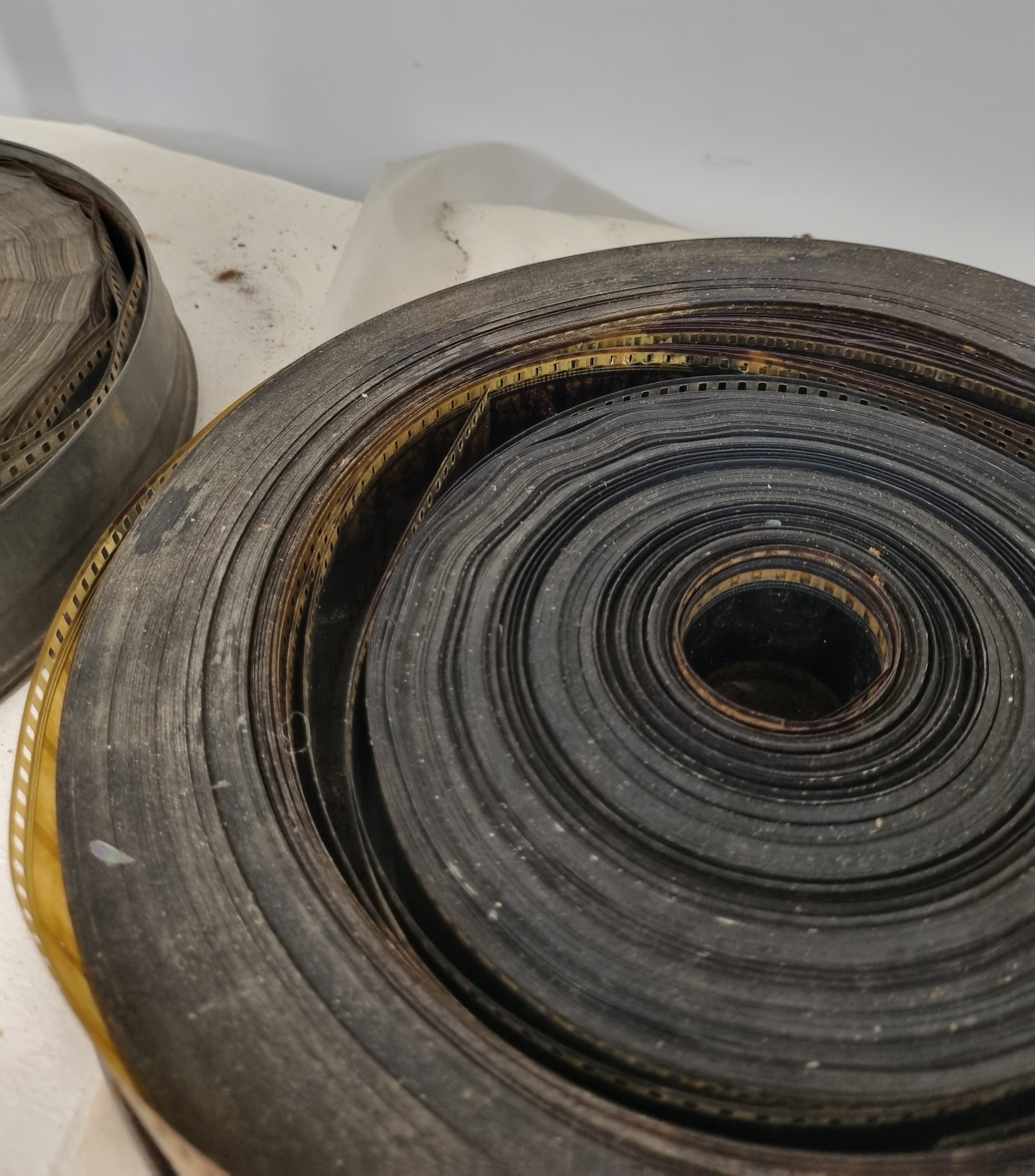
Síndrome do Vinagre - Deformação da base plástica e cristalização da emulsão fotográfica

A liberação de ácido acético, responsável pelo odor característico, não apenas acelera a deterioração dos filmes afetados, mas também pode danificar outros materiais que estejam armazenados próximos ; de modo geral, isso ocorre pela volatilidade do ácido acético, possibilitando então que mesmo itens que não estejam diretamente em contato com o filme deteriorado sejam afetados. Desse modo, uma única película com síndrome do vinagre pode comprometer a preservação de uma coleção inteira, o que torna necessário separar prontamente os itens afetados do restante do acervo.

## Prevenção e tratamento
Considerando o modo como esse tipo de deterioração se desenvolve, entende-se que o processo é autocatalítico e que os danos causados são irreversíveis; desse modo, o monitoramento e a prevenção tornam-se cruciais para a conservação destes acervos .
Como a exposição ao calor e à umidade são fatores que provocam a ocorrência dessas deteriorações , é necessário que esses bens sejam acondicionados em espaços que seja possível realizar o controle das condições ambientais. Da mesma forma, as embalagens a serem utilizadas não devem ser constituídas por compostos ácidos, visto que estes também irão desencadear a ocorrência das reações associadas . Desse modo, verifica-se que a melhor forma de prevenir o desenvolvimento da síndrome é justamente evitar que os acervos sejam expostos às condições que o propiciem .
A implementação de um programa de monitoramento regular  com o intuito de identificar possíveis indícios da síndrome do vinagre garantem que o diagnóstico seja feito de forma mais rápida e que os acervos afetados sejam separados do restante, o que evita que o processo de deterioração de inicie em outros bens. Essa verificação em geral é feita a partir da identificação dos danos mais característicos, sendo a presença do odor de vinagre um dos primeiros indícios mais facilmente reconhecidos - indicando que o processo de desacetilação já se iniciou. Além disso, a digitalização desses filmes assegura a preservação do conteúdo, mesmo que os materiais físicos venham a se deteriorar posteriormente.

## Casos notáveis
A ocorrência da síndrome do vinagre é observada em grande parte das instituições que possuem acervos fílmicos, visto que em geral estes não são acondicionados de acordo com as condições necessárias. A Cinemateca Brasileira (SP), por exemplo, abriga uma das maiores e mais importantes coleções de filmes da América Latina, com milhares de títulos que documentam a trajetória cinematográfica nacional. Dificuldades financeiras e demais questões instituições acabam tendo influência no modo como esses itens são preservados, expondo-os a possíveis riscos - dentre eles, condições que propiciam a ocorrência da síndrome do vinagre. Por mais que haja a prática de que esses acervos afetados sejam separados dos demais, de forma a protegê-los, o fato de ainda não haver uma forma de reverter o processo de deterioração - ou ao menos minimizá-lo - faz com que não haja perspectiva para os filmes já danificados.